# Muggle
Muggle là một từ được dùng trong bộ truyện Harry Potter của J. K. Rowling, dùng để chỉ người không có khả năng sử dụng pháp thuật và không được sinh ra trong thế giới phù thủy. (Người không có phép thuật mà có cha mẹ là phù thủy được gọi là Á phù thủy- Squib). Do sự phổ biến của bộ truyện Harry Potter, từ này được dùng trong thực tế khá rộng rãi và đã được đưa vào một số từ điển tiếng Anh.

## Harry Potter
Từ Muggle thỉnh thoảng được dùng với nghĩa xấu trong Harry Potter, được xuất bản lần đầu vào năm 1997. Vì từ "Muggle" được dùng để chỉ người không là thành viên của cộng đồng phù thủy nên Muggle là người bình thường. Theo lời J. K. Rowling, 1/4 số học sinh của Hogwarts có cha mẹ là phù thủy, và có cả những học sinh chỉ có cha hoặc mẹ là phù thủy. Những học sinh này được gọi là lai, cả những đứa trẻ với tổ tiên có quan hệ gần là Muggle cũng được gọi là lai.
Trong Harry Potter, những người không có pháp thuật được coi là ngốc nghếch, ngớ ngẩn hoàn toàn không biết gì về thế giới phù thủy ngay giữa họ. Nếu như người không có pháp thuật thấy việc sử dụng pháp thuật, Bộ Pháp thuật sẽ đưa những người đến để làm cho họ quên đi sự việc này.
Tuy nhiên một số Muggle biết được sự tồn tại của thế giới phù thủy. Họ bao gồm cha mẹ của những đứa trẻ có pháp thuật, như cha mẹ của Hermione Granger, Thủ tướng Anh (và các người tiền nhiệm), gia đình Dursley và vợ chồng của các phù thủy.

## Những Muggle đáng chú ý trong Harry Potter
- Petunia Dursley
- Vernon Dursley
- Dudley Dursley
- Marge Dursley
- Frank Bryce
- Thủ tướng Muggle
- Ông bà Granger, cha mẹ của Hermione

## Các sử dụng sau này
Hiện nay từ "muggle" được dùng khá phổ biến, tương tự với nghĩa của nó trong Harry Potter.
- "Muggle" được đưa vào Từ điển Tiếng Anh Oxford vào năm 2003, với nghĩa "người ngu ngốc, ngờ nghệch"

- "Muggle" được dùng trong tiếng Anh bởi thành viên của các nhóm người cho rằng những hoạt động của họ có bao gồm pháp thuật (như hacker) [2] nói về những người không thuộc nhóm.